# Cywilizacja medialna
Cywilizacja medialna - termin, którym medioznawcy określają obecną cywilizację, opartą na społeczeństwie informacyjnym i wszechobecności mediów i przekazów medialnych. Cywilizacja ta zakłada zmianę pojmowania przestrzeni i czasu.
Tomasz Goban-Klas określił ją jako eksplozję medialną, czyli "skonstruowanie i szybkie upowszechnienie całej gamy zupełnie nowych instrumentów gromadzenia, przetwarzania i przesyłania informacji, co wywiera głęboki wpływ na wszystkie sfery życia człowieka".